# Falkenbergs Hembygdsmuseum

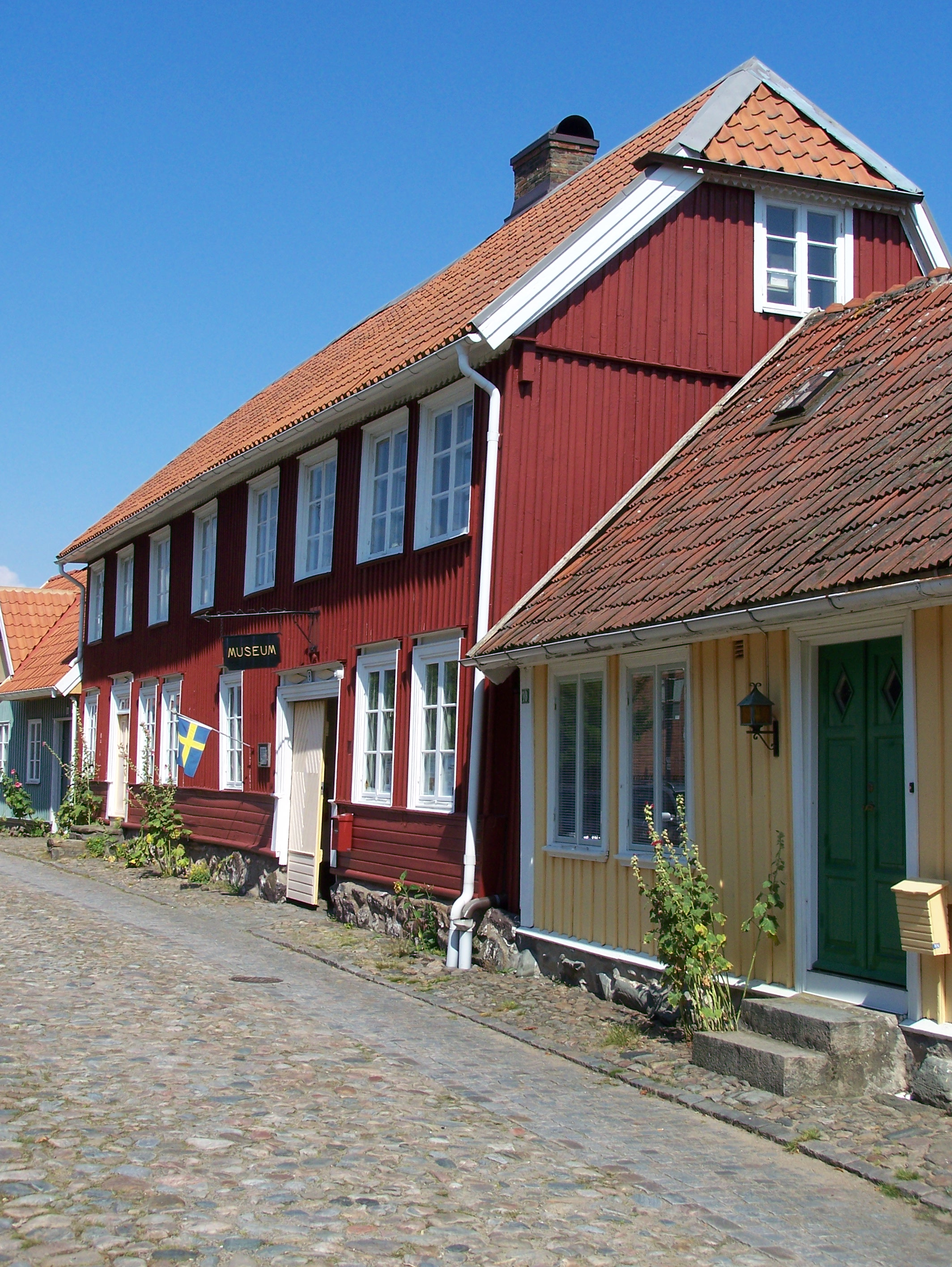
Falkenbergs Hembygdsmuseum

Falkenbergs Hembygdsmuseum är ett museum i Gamla stan i Falkenberg. Det har legat på sin nuvarande plats sedan 1965. Från 1957 till 1992 var Anna Skantze museiföreståndare och satte prägel på museet, då under namnet Falkenbergs museum. Efter hennes död skedde en upprustning och driften togs över av Falkenbergs Kultur- och Hembygdsförening. Museet öppnade åter 5 juni 1994 med det nya namnet Falkenbergs Hembygdsmuseum.
Museet visar stadens historia från forntid fram till 1900-talets början. Man har också utställningar om Falkenberg år 1945 samt om arkeologiska utgrävningar i Slöinge och Stomma kulle.